# بخش آلاگیرسکی
بخش آلاگیرسکی (روسی: Алаги́рский райо́н) یک شهرستان در روسیه است که در اوستیای شمالی–آلانیا جای دارد.